# Trizay-lès-Bonneval
Trizay-lès-Bonneval település Franciaországban, Eure-et-Loir megyében. Lakosainak száma 318 fő (2022. január 1.). Trizay-lès-Bonneval Saumeray, Alluyes, Bonneval, Montharville és Dangeau községekkel határos.

## Népesség
A település népessége az elmúlt években az alábbi módon változott:
| Lakosok száma | 193  | 214  | 251  | 265  | 322  | 325  | 316  | 310  | 308  | 318  |
|               | 1968 | 1982 | 1990 | 2006 | 2013 | 2015 | 2017 | 2019 | 2020 | 2022 |